# Mona (nome)
Mona è un nome proprio di persona che può avere diverse origini.

## Origine e diffusione
In diverse culture è o è stato in uso l'antroponimo "Mona" come nome proprio di persona, femminile e in alcuni casi anche maschile; le origini sono molteplici:
1. Nome inglese e irlandese femminile che risulta da un'anglicizzazione di Muadhnait[1][2][3][4]: esso è basato su muadh ("buono", "nobile"), combinato con un suffisso diminutivo, e significa pertanto "piccolo nobile"[1][4][5]. Altre forme anglicizzate del nome sono Moyna (irlandese e scozzese), Monna (inglese) e Monat (irlandese)[2]. Inizialmente tipico della cultura irlandese, nel tardo XIX secolo è stato adottato anche dagli inglesi[1]. Viene occasionalmente ricondotto alle origini citate ai punti 7[1][2] e 8[2].
2. Nome femminile tipico delle lingue scandinave, che costituisce un ipocoristico di Monika[3][6].
3. Nome arabo femminile che costituisce una variante di traslitterazione di منى (anche Muna o Mouna)[1][3][7]: esso è il plurale di منية (munyah, "desiderio") e significa quindi "desideri"[1][8].
4. Nome scozzese femminile, utilizzato occasionalmente come forma femminile di Tormod[1].
5. Nome utilizzato dai nativi americani, proprio della cultura Miwok, sia femminile[1] che maschile[9], che significa "che raccoglie semi di stramonio"[1].
6. Nome femminile di diverse lingue, che costituisce un diminutivo di Ramona[1] o di altri nomi che terminano in -mona o -mone[3] (come Simona).
7. Nome femminile tratto dal greco μονος (monos, "uno", "solo")[3].
8. Nome femminile ispirato al nome inglese della Monna Lisa, cioè Mona Lisa[3], dove "Monna" è un arcaico ipocoristico italiano di "Madonna", che anticamente era un appellativo per signore col significato di "mia signora" (da mia donna)[3][10]
9. Nome italiano maschile ormai in disuso, contrazione di Simone; è portato da un santo milanese.

## Onomastico
L'onomastico si può festeggiare in memoria di san Mona di Milano, commemorato il 12 ottobre, o anche lo stesso giorno di Monica (quindi il 27 agosto in memoria di santa Monica).

## Persone

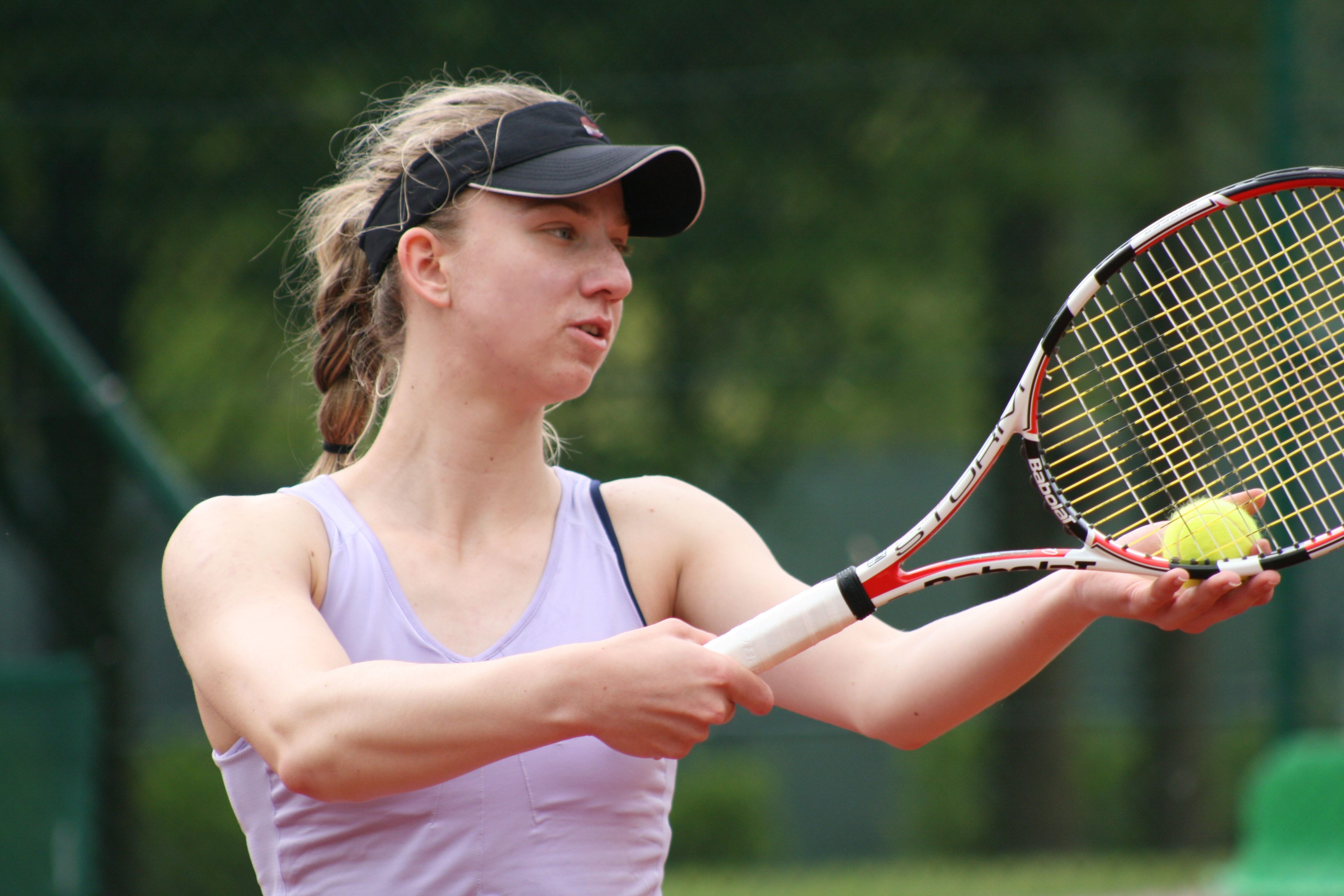
Mona Barthel

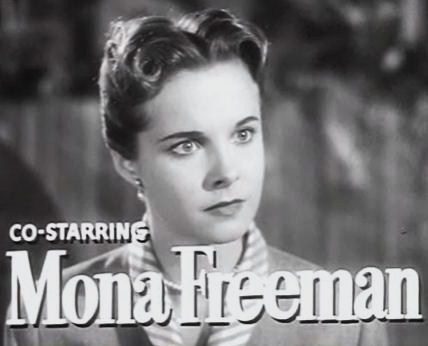
Mona Freeman

### Femminile
- Mona Barthel, tennista tedesca
- Mona Eltahawy, giornalista e attivista egiziana naturalizzata statunitense
- Mona Fong, produttrice cinematografica, produttrice televisiva e cantante cinese
- Mona Freeman, attrice statunitense
- Mona Grudt, modella norvegese
- Mona Hammond, attrice giamaicana
- Mona Hatoum, artista britannica
- Mona Løseth, sciatrice alpina norvegese
- Mona Marshall, attrice, doppiatrice e comica statunitense
- Mona Sahlin, politica svedese
- Mona Seefried, attrice austriaca
- Mona Simpson, scrittrice e saggista statunitense

### Varianti femminili
- Muna Lee, atleta statunitense

### Maschile
- Mona di Milano, vescovo e santo italiano

## Il nome nelle arti
- Mona Dearly è un personaggio del film del 2000 Chi ha ucciso la signora Dearly?, diretto da Nick Gomez.
- Mona Mayfair è un personaggio delle serie di romanzi Cronache dei vampiri e Streghe Mayfair, scritte da Anne Rice.
- Mona Sax è un personaggio del videogioco Max Payne e dell'omonimo film da esso tratto del 2008, diretto da John Moore.
- Mona Simpson è un personaggio della serie animata I Simpson.
- Mona Sterling è un personaggio della serie televisiva Mad Men.
- Mona Vanderwaal è un personaggio della serie televisiva Pretty Little Liars